# Šurianky
Šurianky (bis 1948 slowakisch „Šuránky“ – bis zum 19. Jahrhundert auch „Malé Šurany“; ungarisch Surányka – bis 1907 Suránka) ist eine slowakische Gemeinde im Okres Nitra und im Nitriansky kraj mit 572 Einwohnern (Stand 31. Dezember 2024).

## Geographie
Die Gemeinde befindet sich im Hügelland Nitrianska pahorkatina (Teil des Donauhügellands) am Bach Perkovský potok. Das 10,4 km² große Gemeindegebiet ist von Schwarz- und Braunböden bedeckt und entwaldet. Das Ortszentrum liegt auf einer Höhe von 160 m n.m. und ist 17 Kilometer von Nitra entfernt.
Verwaltungstechnisch gliedert sich die Gemeinde in Gemeindeteile Perkovce und Šurianky.

## Geschichte
Zum ersten Mal schriftlich erwähnt wurde Šurianky im Jahr 1265 als Suran und gehörte zum Gut der Burg Neutra sowie des Bistums Neutra. Des Weiteren hatten Familien wie Ocskay, Erdődy und Jesenský Anteile. 1787 zählte man 30 Häuser und 198 Einwohner, 1828 46 Häuser und 321 Einwohner. 1909 wurde der Ort Perkovce (ungarisch Nemesperk) eingemeindet.
Bis 1918 gehörte der im Komitat Neutra liegende Ort zum Königreich Ungarn und kam danach zur Tschechoslowakei beziehungsweise heute Slowakei.

## Einwohner
| Jahr                | 1994 | 2004    | 2014    | 2024    |
| ------------------- | ---- | ------- | ------- | ------- |
| Anzahl der Personen | 537  | 569     | 598     | 572     |
| Unterschied         |      | +5,95 % | +5,09 % | −4,34 % |

| Jahr                | 2023 | 2024    |
| ------------------- | ---- | ------- |
| Anzahl der Personen | 585  | 572     |
| Unterschied         |      | −2,22 % |

Nach der Volkszählung 2011 wohnten in Šurianky 598 Einwohner, davon 577 Slowaken, zwei Magyaren und ein Tscheche. 18 Einwohner machten keine Angaben. 541 Einwohner bekannten sich zur römisch-katholischen Kirche, elf Einwohner zur evangelischen Kirche A. B. und je ein Einwohner zur evangelistischen Kirche, altkatholischen Kirche und zu den Baptisten; ein Einwohner war anderer Konfession. 20 Einwohner waren konfessionslos und bei 22 Einwohnern ist die Konfession nicht ermittelt.
Ergebnisse der Volkszählung 2001 (567 Einwohner):
| Nach Ethnie: - 99,29 % Slowaken - 0,35 % Magyaren - 0,18 % Deutsche - 0,18 % Tschechen | Nach Konfession: - 87,30 % römisch-katholisch - 9,52 % keine Angabe - 1,76 % evangelisch - 1,41 % konfessionslos |

## Bauwerke
- römisch-katholische Kirche aus der zweiten Hälfte des 17. Jahrhunderts